# Tryphon jezoensis
Tryphon jezoensis là một loài tò vò trong họ Ichneumonidae.